# Vágerdőalja
Vágerdőalja (1899-ig Podhor, szlovákul Podhorie) Bellus településrésze, egykor önálló község Szlovákiában, a Trencséni kerületben, a Puhói járásban.

## Fekvése
Puhótól 8 km-re délre, a Vág bal oldalán fekszik. Bellus központjától kb. 4 km-re délnyugatra található.

## Története
A 18. század végén Vályi András így ír róla: „PODHORJE. Kaszin Podhorje, Illavai Podhorje. Két tót falu Trentsén Vármegyében; Kaszin Podhorjének földes Ura Gr. Illésházy, és több Uraságok, fekszik Bellushoz nem meszsze, mellynek filiája; Illavai Podhorjének pedig földes Ura Gr. Königszeg Uraság; ez fekszik Illavához közel, mellynek filiája; lakosai katolikusok, és másfélék, határbéli földgyeik középszerűek, és követsesek, fájok, legelőjök van, második osztálybéliek.”
Fényes Elek 1851-ben kiadott geográfiai szótárában így ír a faluról: „Podhor, tót falu, Trencsén vmegyében, Bolessó fil., 169 kath. lak. F. u. többen.”
1910-ben 309, túlnyomórészt szlovák lakosa volt. A trianoni békéig Trencsén vármegye Illavai járásához tartozott.

## Lásd még
- Bellus
- Szentjánosháza